# Mir Qasem
Mīr Qāsem é uma cidade do Afeganistão, localizada na província de Balkh.